# لونا 16
لونا 16 (بالإنجليزية: Luna 16)‏ بعثة فضاء سوفيتية غير مأهولة أطلقت في إطار برنامج لونا. وكانت أول مسبار روبوتي يحط على سطح القمر ويعود إلى الأرض بعينات من تربة القمر بعد خمس محاولات فاشلة.

## معرض صور

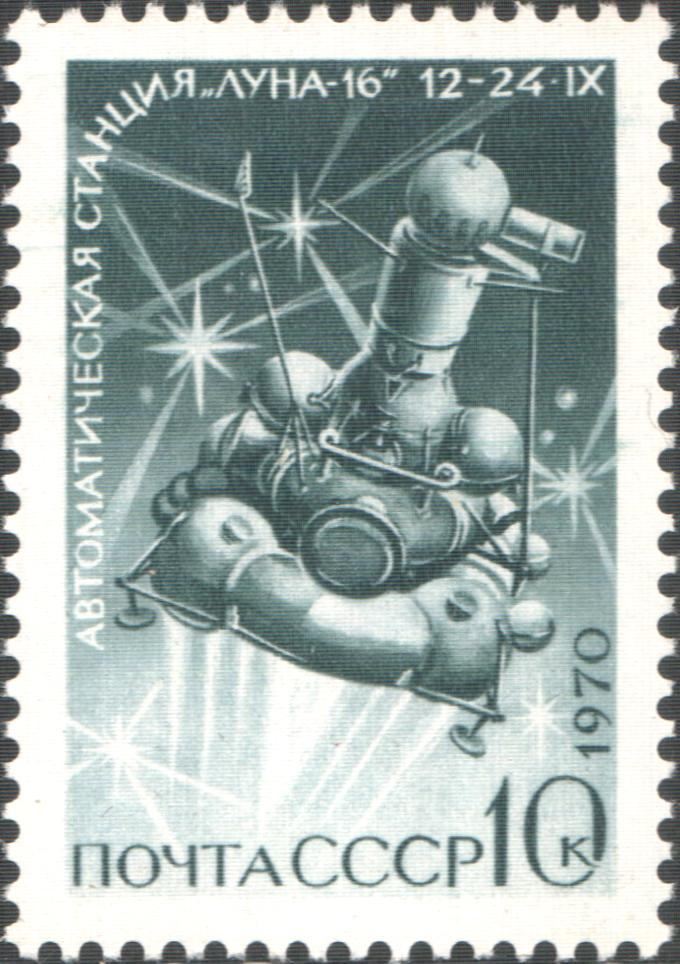
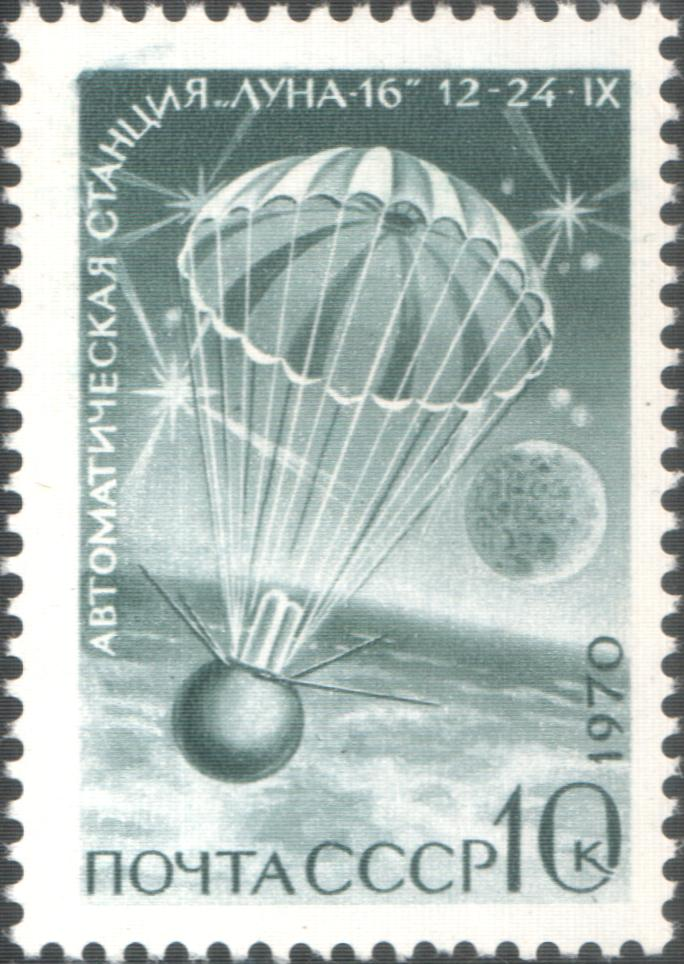
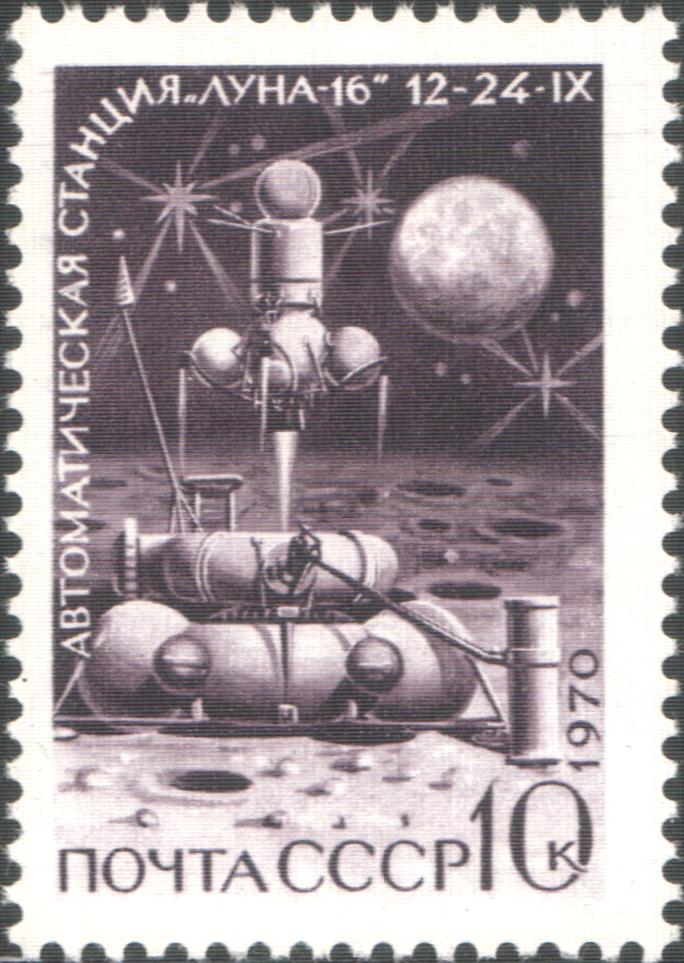